# SS-Verfügungstruppe
Le SS-Verfügungstruppe (letteralmente "truppe delle SS a disposizione" in tedesco), denominazione abbreviata in SS-VT, furono le prime formazioni militarizzate del Partito nazista, costituite nel 1934. Nate dalla fusione di varie altre unità minori, furono affidate da Heinrich Himmler a Paul Hausser per farne un valido strumento militare e, nel 1938, erano arrivate a comprendere una forza di tre reggimenti.
Le SS-VT furono impiegate operativamente nel corso della campagna di Polonia del settembre-ottobre 1939, ma dettero una mediocre prova. In ogni caso furono mantenute in essere, riaddestrate e schierate per l'attacco generale a ovest della primavera 1940 assieme, inoltre, alle SS-Totenkopfverbände. Subito dopo la vittoriosa conclusione della campagna le SS-VT divennero il nucleo delle Waffen-SS per decreto di Adolf Hitler.

## Storia

### Origini e formazione

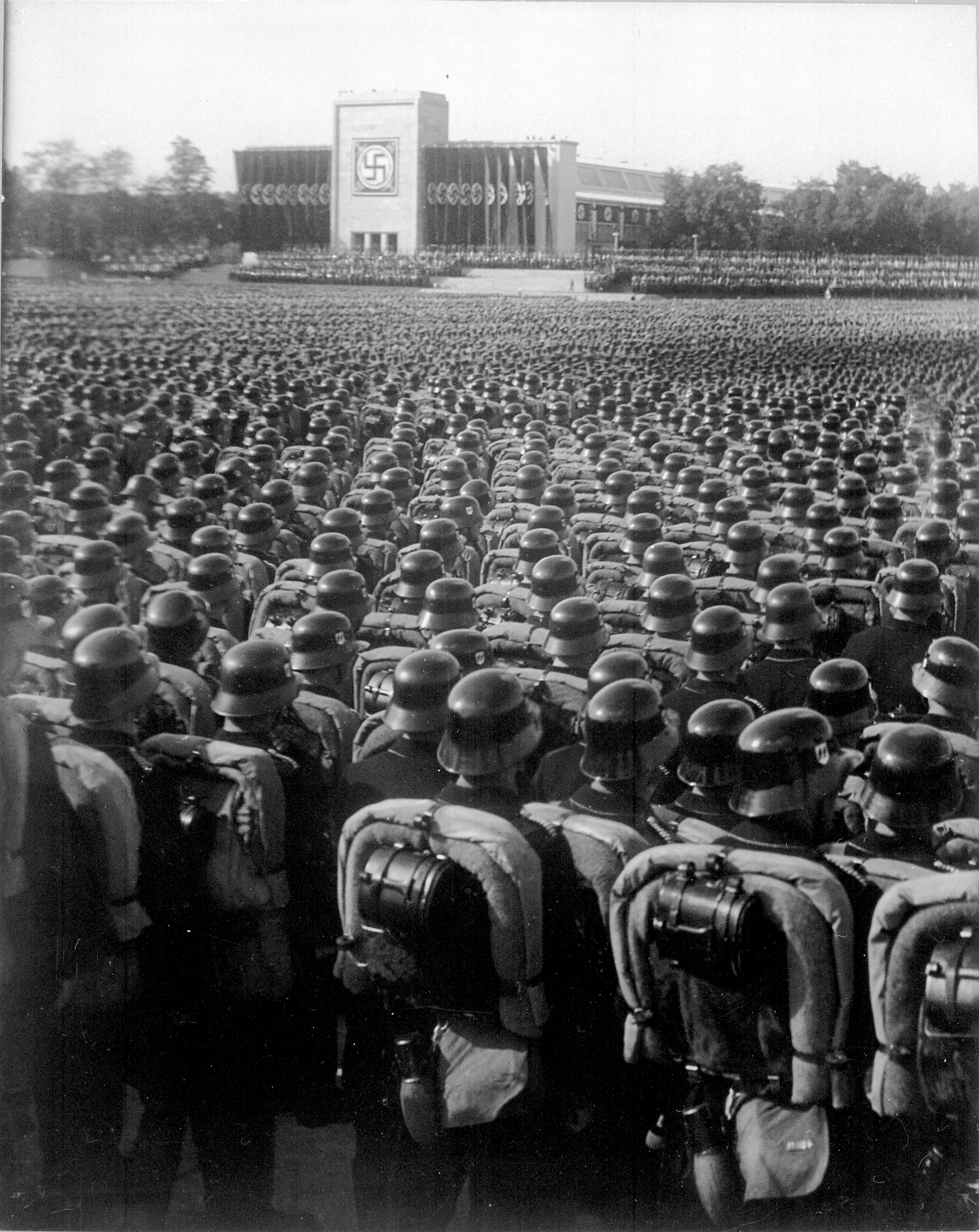
Parata delle SS-VT durante il raduno di Norimberga del 1935

Le SS-Verfügungstruppe furono fondate il 24 settembre 1934 amalgamando alcune formazioni naziste e paramilitari precedenti, come gli SS-Sonderkommandos ("Distaccamenti speciali delle SS") e unità del quartier generale della Stabswache ("personale di guardia"). Il nuovo reparto doveva articolarsi su tre reggimenti, strutturati sugli omologhi dell'Esercito regolare e sui regolamenti militari tradizionali; ciascun reggimento, perciò, avrebbe avuto tre battaglioni, una compagnia motociclisti e una compagnia mortai. La denominazione ufficiale significava "Truppe delle SS a disposizione", sottinteso che erano di pronto e diretto utilizzo da parte di Adolf Hitler. L'arruolamento era volontario e i richiedenti dovevano aver completato il periodo di servizio presso il Reichsarbeitsdienst. L'esistenza delle SS-VT fu resa pubblica da Hitler il 16 marzo 1935, nel corso di un discorso al palazzo del Reichstag. Le SS-VT, comunque, dipendevano totalmente dall'esercito per la fornitura di armi e la somministrazione dell'addestramento; i militari avevano inoltre il completo controllo della macchina del reclutamento, che funzionava attraverso uffici distribuiti sul territorio che incanalavano i coscritti nelle varie branche della Wehrmacht, basandosi sulle richieste e le quote decise dall'OKH. Alle Schutzstaffel in generale era assegnata la priorità più bassa e, di conseguenza, il numero delle SS-VT venne a esserne assai limitato.
Nel 1936 il Reichsführer-SS Heinrich Himmler nominò l'ex Generalleutnant Paul Hausser, opportunamente portato al rango di SS-Brigadeführer, quale ispettore delle SS-VT: questi spese grandi energie per renderle un efficiente strumento militare, capace di rivaleggiare con l'esercito. Le Verfügungstruppe si addestrarono a fianco della guardia personale del Führer (Leibstandarte SS Adolf Hitler) che, a sua volta, derivava da costole della Stabswache e dal Distaccamento speciale SS di Berlino. Tuttavia la Leibstandarte, sotto la guida di Josef Dietrich, continuò a essere esclusivamente un'unità di protezione per Hitler e a fungere, anche, da guardia d'onore.
Per il 1937 le SS erano state suddivise in tre rami: le Allgemeine-SS, le SS-Totenkopfverbände incaricate di amministrare il sistema di campi di concentramento e, infine, le SS-VT. Il 17 agosto 1938 Hitler ordinò che le SS-VT, in caso di conflitto, avrebbero dovuto essere messe «a disposizione» dell'esercito; dichiarò inoltre, dietro domanda di Himmler, che il servizio in questo reparto equivaleva ad adempire all'obbligo di leva nelle forze armate regolari. La riserva delle SS-VT sarebbe stata costituita da unità delle SS-Totenkopfverbände il che provocò, nel corso della guerra, un continuo interscambio di effettivi tra le Waffen-SS e il sistema concentrazionario nazista.
Al 1º settembre 1939, giorno dell'inizio della campagna di Polonia e della seconda guerra mondiale, le formazioni militari agli ordini di Himmler erano le seguenti:
- la guardia del corpo del Führer, la LSSAH al comando di Sepp Dietrich;[14]
- l'Ispettorato delle Verfügungstruppe controllato dal generale Paul Hausser, dal quale dipendevano i reggimenti SS-VT "Deutschland", "Germania" e "Der Führer";
- l'Inspektion der Konzentrationslager ("Ispettorato dei campi di concentramento") guidato da Theodor Eicke e forte di quattro Standarten militarizzati di SS-Totenkopfverbände, assimilabili a reggimenti.[15] La SS-Division "Totenkopf" fu inizialmente formata, nell'ottobre 1939, proprio da questi reparti e dalla SS Heimwehr "Danzig", per poi essere incorporata nell'agosto 1940 nelle Waffen-SS.[16] Quali simboli distintivi, i suoi uomini avevano un teschio su ossa incrociate, al posto delle "S" runiche delle SS-VT.
- unità della Ordnungspolizei non combattenti e non facenti parte delle SS in alcun modo, al comando di Kurt Daluege che faceva diretto riferimento a Himmler in quanto capo della polizia tedesca. In occasione della campagna in occidente del 1940 anche queste unità furono organizzate in una divisione. Nel gennaio 1941 essa fu sottoposta alle SS che, nel febbraio 1942, l'assorbirono completamente.

### Prime operazioni

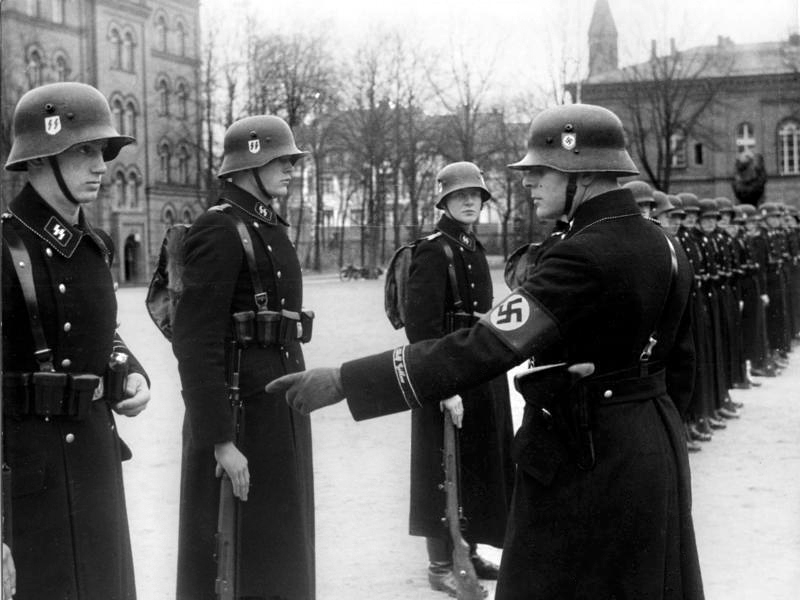
Reclute del reggimento "Leibstandarte SS Adolf Hitler" sottoposte a ispezione a Berlino (novembre 1938): da notare le mostrine sugli Stahlhelm, forniti dall'esercito così come i fucili Mauser Karabiner 98k

Nel 1938 e 1939 elementi delle SS-Verfügungstruppe affiancarono i militari regolari durante l'Anschluss e l'annessione dei Sudeti, seguita dall'occupazione della porzione ceca della Repubblica cecoslovacca: tutte operazioni che videro le SS-VT agli ordini dei comandi dell'esercito. Hausser, anzi, aveva autorizzato la creazione di un reggimento d'artiglieria che, in questo biennio, fu utilizzato in piccoli gruppi per rinforzare i reparti d'artiglieria dell'esercito sotto organico. I reggimenti "Deutschland", "Germania" e "LSSAH" – ovvero la guardia pretoriana di Hitler trasformata in unità campale – combatterono nel corso delle operazioni in Polonia, mentre il "Der Führer", attivato in Austria dopo l'annessione, fu schierato a Praga come riserva. In particolare una parte delle SS-VT fu combinata con unità regolari nella cosiddetta Panzer-Division "Kempf" che, a fianco di divisioni dell'esercito, prese parti agli scontri di Różan e di Modlin, nonché a schermaglie a Łomża e vicino a Kmiczyn. La divisione ibrida fu quindi sciolta il 7 ottobre 1939 a Nidzica.
La pur travolgente vittoria in Polonia aveva generato diversi dubbi sull'efficienza in battaglia delle SS-VT. L'Oberkommando der Wehrmacht osservò, in un rapporto, che le Verfügungstruppe corsero spesso rischi inutili e accusarono un tasso di perdite superiore alla media dell'esercito; la preparazione generale fu giudicata insufficiente e gli ufficiali del tutto inadatti a comandare uomini in battaglia. L'OKW portò come esempio calzante la vicenda del "Leibstandarte", rimasto circondato dai polacchi a Pabianice e salvato solo dall'intervento di un reggimento regolare. Le SS ribatterono che la formazione era stata impiegata in gruppi separati, minandone così la forza e la coesione, e che i comandi dell'esercito avevano fornito equipaggiamenti insufficienti agli obiettivi assegnati al "Leibstandarte". Himmler rincarò e affermò che alle SS-VT doveva essere permesso di combattere in formazioni indipendenti e con propri comandanti. Una proposta del genere indispettì l'OKW, che propose di sciogliere del tutto le SS-VT. Tuttavia Hitler non voleva lasciare insoddisfatti né Himmler, né gli alti ufficiali e, pertanto, optò per un'altra soluzione: le SS-VT avrebbero avuto le loro divisioni, ma esse sarebbero ricadute sotto il controllo dell'esercito.
Oltretutto i reparti di Eicke non erano propriamente forze armate e, nel corso dell'invasione della Polonia, «[il] loro ... potenziale fu sfruttato, piuttosto, per terrorizzare la popolazione civile mediante azioni quali la caccia spietata a soldati polacchi sbandati, la confisca di raccolti e bestiame, la tortura e l'omicidio in massa di capi politici, aristocratici, imprenditori, preti, intellettuali ed ebrei». Non solo: appartenenti al reggimento "Leibstandarte" si macchiarono di svariate atrocità; per esempio, nel paese di Błonie trucidarono cinquanta ebrei polacchi e, a Złoczew, abbatterono a colpi di mitragliatrice circa 200 abitanti, inclusi diversi bambini. Fucilazioni arbitrarie avvennero pure a Bolesławiec, Torzeniec, Goworowo, Mława e Włocławek.

### Trasformazione in Waffen-SS

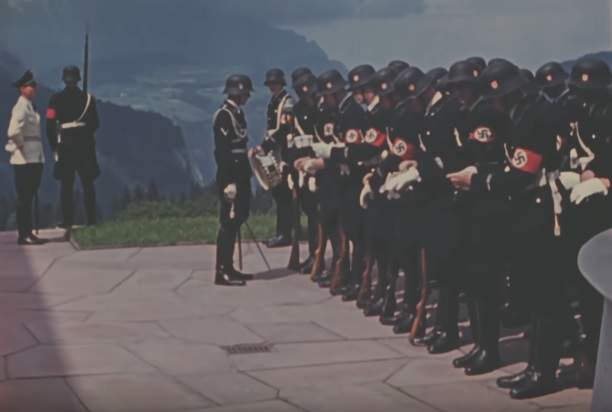
La "Leibstandarte" forniva una rappresentanza per le visite di ministri e capi di stato esteri al Berghof, dove Hitler era solito riceverli

Nell'ottobre 1939 i reggimenti delle SS-VT "Deutschland", "Germania" e "Der Führer" furono amalgamati nella cosiddetta SS-Verfügungs-Division, il cui comando fu affidato da Himmler al generale Hausser; la LSSAH fu invece mantenuta indipendente ed espansa alla dimensione di reggimento, completamente motorizzato. Nello stesso mese le mal addestrate Standarten delle SS-Totenkopfverbände furono fuse all'SS Heimwehr "Danzig" per dare vita alla Divisione "Totenkopf" del generale Eicke; infine, Himmler dispose l'attivazione della SS-Polizei-Division con personale della Ordnungspolizei. Tutte queste formazioni, sottoposte ai comandi dell'esercito, iniziarono un periodo di riaddestramento ed esercitazioni in vista di un loro impiego nel Fall Gelb, scattato il 10 maggio 1940.
Reparti delle SS-VT e del reggimento LSSAH furono schierati in occasione dell'invasione tedesca dei Paesi Bassi. Tra il 10 e il 15 maggio il LSSAH sconfisse le resistenze di capisaldi olandesi e riuscì a collegarsi con nuclei di paracadutisti e di fanteria che, all'inizio dell'attacco, erano stati lanciati ben dentro il territorio olandese. Alla fine della campagna il reggimento aveva contribuito alla cattura di Rotterdam, aveva conquistato L'Aia il 15 maggio e aveva fatto 3 500 prigionieri.
Il 16 maggio 1940 la "Totenkopf" ebbe ordine di partire per il fronte francese, sul quale le divisioni corazzate dell'esercito avevano colto un grande successo strategico, e fu affiancata alle divisioni collocate in testa al crescente saliente tedesco dietro le linee anglo-francesi. Il 21 maggio il fianco tedesco fu attaccato da elementi della 1st Tank Brigade e della 50th (Northumbrian) Infantry Division nei dintorni di Arras. Le SS furono incapaci di fermare l'avanzata britannica aperta dai pesanti Mk II Matilda, la cui corazzatura si rivelò impenetrabile per i pezzi anticarro standard PaK 36 da 37 mm.
Nel frattempo anche il reggimento "Leibstandarte" era stato reindirizzato verso sud e il 24 maggio, assieme alla SS-Verfügungs-Division, fu assegnato alle forze che stringevano in una morsa la sacca di Dunkerque, dove era imbottigliata la British Expeditionary Force; le SS ebbero il compito di ridurre progressivamente le dimensioni della sacca. Il 27 maggio la 4ª Compagnia della SS-Division "Totenkopf" catturò novantasette uomini del 2º Battaglione, dipendente dal Royal Norfolk Regiment; le SS trucidarono i prigionieri a Le Paradis e finirono i moribondi a colpi di baionetta. Solo due soldati sopravvissero alla strage. Il giorno successivo reparti del "Leibstandarte" occuparono il villaggio di Wormhout, 16 chilometri da Dunkerque, e qui elementi del 2º Battaglione eliminarono ottanta soldati britannici e francesi dopo che si erano arresi.

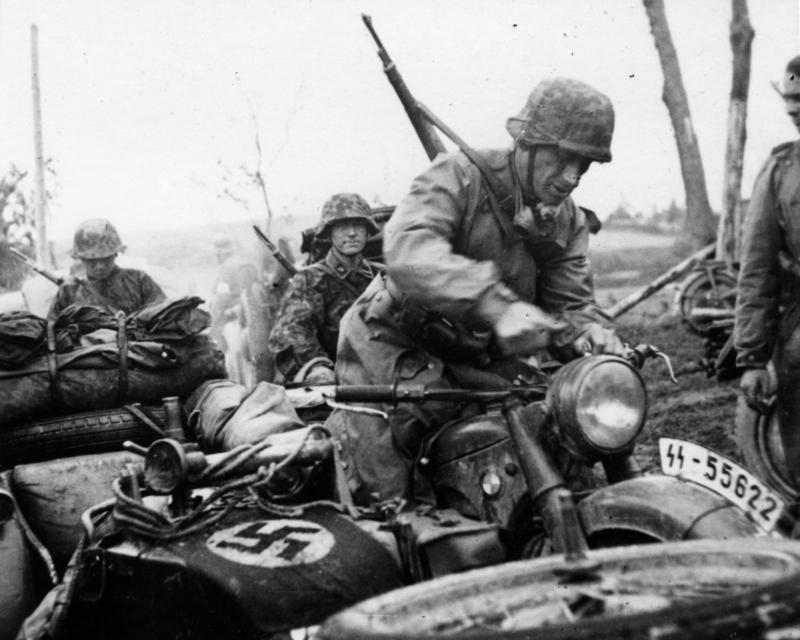
Unità di motociclisti appartenente alla 3. SS-Panzerdivision "Totenkopf" sul fronte orientale, nell'estate 1941

Il 19 luglio 1940, un mese dopo la resa francese, Hitler tenne un discorso nel quale annunciò la trasformazione ufficiale delle SS-VT nelle Waffen-SS. Himmler ottenne di creare, per questo nuovo braccio armato delle SS, un comando supremo separato: il Kommandoamt der Waffen-SS. A sua volta, in agosto, fu inquadrato nel nuovo SS-Führungshauptamt a Berlino, al comando del Gruppenführer Hans Jüttner; a questo nuovo organismo furono direttamente sottoposte la "Totenkopf" e i reparti delle SS-Totenkopfverbände. Sempre in agosto Gottlob Berger, capo di stato maggiore dell'SS-Hauptamt, propose a Himmler un vasto piano di reclutamento di volontari tra i tedeschi etnici nei territori occupati. Hitler era inizialmente scettico sull'opportunità di arruolare stranieri, ma Himmler e il suo collaboratore riuscirono a convincerlo; il Führer dette perciò ordine di costituire una nuova divisione delle Waffen-SS, con quadri di comando tedeschi e il resto formato da volontari esteri.
Nel dicembre 1940 il reggimento "Germania" fu rimosso dall'ordine di battaglia della SS-Verfügungs-Division e formò lo zoccolo duro di questa nuova grande unità che, in principio, aveva mantenuto il nome originale: infatti era per la gran parte composta da volontari "nordici" provenienti da Danimarca, Norvegia, Regno dei Paesi Bassi e Fiandre. All'inizio del 1941 la divisione fu definitivamente battezzata "Wiking" e il comando fu affidato al Brigadeführer Felix Steiner che, negli anni passati, aveva guidato il reggimento SS-VT "Deutschland". La Verfügungs-Division fu anch'essa riorganizzata nella 2. SS-Panzer-Division "Reich", nome rettificato in "Das Reich" nel 1942. La Polizei-Division seguì il destino delle unità sorelle e fu trasferita sotto l'amministrazione delle Waffen-SS. Infine il reggimento "Leibstandarte" fu ingrossato al livello di divisione prima dell'inizio dell'operazione Barbarossa.
Le Waffen-SS introdussero una numerazione araba progressiva molto avanti nella seconda guerra mondiale; solo in quell'occasione alle divisioni "Leibstandarte", "Das Reich", "Totenkopf", "Polizei" e "Wiking" furono rispettivamente assegnati i numeri da 1 a 5.